# 旭町 (柏市)
旭町（あさひちょう）は、千葉県柏市の町名。現行行政地名は旭町一丁目から旭町八丁目。郵便番号277-0852。

## 地理
常磐線の北西方向に、東武野田線に沿って伸びていく。周辺には柏、末広町、明原、中央町、泉町、向原町、豊上町、吉野沢、豊平町、富里がある。柏駅近辺の1970年代に開発された区域のため、商業地としてよく利用される。

### 地価
住宅地の地価は、2014年（平成26年）1月1日の公示地価によれば、旭町6-1-47の地点で12万5000円/m2となっている。

## 歴史
1954年（昭和29年）旧柏町が柏市となった際に、大字篠籠田より分離し、字旭町として独立。1968年（昭和43年）1月1日の柏市第二次新住居表示実施に伴って、旭町二丁目、四～七丁目が旧旭町および豊四季の一部から、八丁目が旧旭町および篠籠田の一部より分離され、追って1970年（昭和45年）6月1日の第三次新住居表示実施時に旭町一、三丁目が明原町および旧旭町、豊四季の一部より分離し、現在の町域が確定された。

## 世帯数と人口
2021年（令和3年）10月31日現在の世帯数と人口は以下の通りである。
| 丁目       | 世帯数    | 人口     |
| ---------- | --------- | -------- |
| 旭町一丁目 | 681世帯   | 1,244人  |
| 旭町二丁目 | 978世帯   | 1,764人  |
| 旭町三丁目 | 304世帯   | 451人    |
| 旭町四丁目 | 1,153世帯 | 1,950人  |
| 旭町五丁目 | 755世帯   | 1,534人  |
| 旭町六丁目 | 652世帯   | 1,674人  |
| 旭町七丁目 | 386世帯   | 778人    |
| 旭町八丁目 | 465世帯   | 1,007人  |
| 計         | 5,374世帯 | 10,402人 |

## 小・中学校の学区
市立小・中学校に通う場合、学区は以下の通りとなる。
| 丁目       | 番地             | 小学校             | 中学校             |
| ---------- | ---------------- | ------------------ | ------------------ |
| 旭町一丁目 | 全域             | 柏市立柏第一小学校 | 柏市立柏中学校     |
| 旭町二丁目 | 9番、10番        | 柏市立柏第三小学校 | 柏市立柏第二中学校 |
| 旭町二丁目 | 1～8番、10番     | 柏市立旭東小学校   | 柏市立柏中学校     |
| 旭町三丁目 | 全域             | 柏市立旭東小学校   | 柏市立柏中学校     |
| 旭町四丁目 | 全域             | 柏市立旭東小学校   | 柏市立柏中学校     |
| 旭町五丁目 | 全域             | 柏市立旭東小学校   | 柏市立柏中学校     |
| 旭町六丁目 | 1番              | 柏市立旭東小学校   | 柏市立柏中学校     |
| 旭町六丁目 | 1番6～7号 2～5番 | 柏市立旭小学校     | 柏市立豊四季中学校 |
| 旭町七丁目 | 全域             | 柏市立旭小学校     | 柏市立豊四季中学校 |
| 旭町八丁目 | 全域             | 柏市立旭小学校     | 柏市立豊四季中学校 |

## 交通

### 鉄道
町内には常磐線、東武野田線が通っている。ほとんどの地域は柏駅が一番近い。旭町8丁目の一部は柏駅より豊四季駅の方が近い地域もあるが、交通の利便性を考慮すると豊四季駅よりも柏駅の方が使いやすく、旭町の全域はバス利用なども含めて柏駅の利用が多い。

### バス
東武バスイースト
- 東葛高校前停留所(柏01・柏06・柏41)
- 柏中学校入口停留所(柏01・柏06・柏41)
- 気象大学前停留所(柏06)
- 豊四季幼稚園前停留所(柏06)

### 道路
- 国道6号
- 千葉県道51号市川柏線
- 千葉県道278号柏流山線

## 施設
- 柏警察署旭町交番
- 気象大学校
- 千葉県立東葛飾高等学校
- 柏市立旭小学校
- 柏市立旭東小学校
- 柏駅西口郵便局
- 柏髙島屋新館
- 香取神社

「柏市消防局旭町消防署」があるが、所在地は旭町ではなく篠籠田である。また、柏駅の駅前に「あさひ通り」という通りがある。